# Louis de Weck (homme politique, 1823-1880)
Pour les articles homonymes, voir Louis de Weck et Weck.
Louis de Weck ou Louis Weck, dit Weck-Reynold, est un homme politique suisse, né le 5 octobre 1823 à Fribourg où il est mort le 28 novembre 1880.
Membre du Parti conservateur, il fait partie du Conseil d'État du canton de Fribourg, à la tête de la Direction des finances, de 1861 à sa mort. Il siège en parallèle au Conseil des États de fin 1863 à fin 1866, puis au Conseil national jusqu'à sa mort.